# 糸賀一雄
糸賀 一雄（いとが かずお、1914年3月29日 - 1968年9月18日）は、日本の社会福祉の実践家。
知的障害のある子どもたちの福祉と教育における先駆的な役割を担い、戦後日本の障害者福祉を切り開いた第一人者として知られる。

## 経歴
鳥取市立川町出身。母子家庭で育つ。旧制鳥取県立鳥取第二中学校（現・鳥取県立鳥取東高等学校）から旧制松江高等学校（現・島根大学）を経て、1938年京都帝国大学文学部哲学科を卒業する。
小学校の代用教員を経て、1940年滋賀県庁に社会教育主事補として奉職し、近藤壌太郎知事によって秘書課長に抜擢され、終戦直後まで滋賀県の要職を歴任する。
また、この間に教育哲学者の木村素衛や学生義勇軍同志会会長であった十河信二、『次郎物語』の作者である下村湖人らと親交を結ぶ。
1946年11月、戦後の混乱の中で池田太郎、田村一二の要請を受け、戦災孤児を収容するとともに、知的障害児の教育を行う「近江学園」を創設し、園長に就任した。
子どものなかには職員の同情を買うために戦争孤児を偽っていたことや当時、大津市で米兵相手の商売をしていた女性が産んだ混血児がいたとされる。
その後、落穂寮、信楽寮、一麦寮、あざみ寮、日向弘済学園などの施設を相次いで設立した。糸賀は、これらの施設について障害者を隔離収容するのではなく、社会との橋渡し機能を持つという意味での「コロニー」と呼んでいる。
そして、1963年重症心身障害児施設「びわこ学園」を創設した。
この施設は、東京の島田療育園と並んで、重症心身障害児施設の先駆けとなった。
1966年には、二つめの重症心身障害児施設である第二びわこ学園を設立した。
1968年（昭和43年）9月17日、滋賀県大津市での県新入職員のための講演中に持病の心臓発作により倒れ、翌日死去した。享年54歳だった。葬儀は滋賀県葬で営まれ、天皇から祭粢料が下賜された。
伝記として、野上芳彦『糸賀一雄』（大空社）や、高谷清『異質の光－糸賀一雄の魂と思想－』（大月書店）などがある。

## 著書
- 『この子らを世の光に―近江学園二十年の願い』柏樹社 1965年/【復刻版】NHK出版 2003年[5]
  - 恩恵的に光を当ててやるという意味の「この子らに世の光を」ではなく、自ら光り輝く存在であり、そのことを支えていくという意味で「この子らを世の光に」という言葉を遺した。
- 『福祉の思想』NHK出版 1968年[6]
- 『愛と共感の教育』柏樹社 1972年（最後の講演録）
- 『福祉の道行』中川書店 2013年
- 『ミットレーベン〜故郷・鳥取での最期の講義』第14回全国障がい者芸術・文化祭とっとり大会実行委員会 2014年

糸賀一雄著作集（全3巻）が、1982-83年にNHK出版から刊行されている。

## その他
- NHKスペシャル 「ラストメッセージ 第6集 この子らを世の光に」 2007年放送。 サイトは2016年1月29日閲覧のもの。